# Aparejo factorial

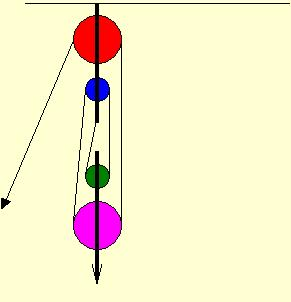
Esquema de un aparejo factorial.

 También llamado aparejo en serie, está formado por un número de poleas fijas sobre una misma montura y otras tantas poleas móviles también colocadas sobre una misma montura, de la cual cuelga la carga a levantar. 
La resistencia Q está formada por dicha carga y el peso de la parte móvil del aparejo. La figura muestra un aparejo con dos poleas fijas y dos móviles. La fuerza P que se debe realizar es, en este caso, la cuarta parte de la fuerza Q, está sostenida por cuatro cuerdas cuyas tensiones son iguales. En general, si el número de poleas móviles que se encuentran fijas entre sí es N (coplanares o en paralelo), la fuerza P será:

{\displaystyle P={\frac {Q}{2N}}}